# Liste der Kulturgüter in Embrach
Die Liste der Kulturgüter in Embrach enthält alle Objekte in der Gemeinde Embrach im Kanton Zürich, die gemäss der Haager Konvention zum Schutz von Kulturgut bei bewaffneten Konflikten, dem Bundesgesetz vom 20. Juni 2014 über den Schutz der Kulturgüter bei bewaffneten Konflikten sowie der Verordnung vom 29. Oktober 2014 über den Schutz der Kulturgüter bei bewaffneten Konflikten unter Schutz stehen.
Objekte der Kategorie A sind im Gemeindegebiet nicht ausgewiesen, Objekte der Kategorie B sind vollständig in der Liste enthalten, Objekte der Kategorie C fehlen zurzeit (Stand: 1. Januar 2023). Unter übrige Baudenkmäler sind weitere geschützte Objekte zu finden, die im Verzeichnis der Objekte von überkommunaler Bedeutung der kantonalen Denkmalpflege zu finden und nicht bereits in der Liste der Kulturgüter enthalten sind.

## Kulturgüter
| Foto | | Objekt                                                                      | Kat. | Typ | Standort                                | Beschreibung |
| ---- | --- | --------------------------------------------------------------------------- | ---- | --- | --------------------------------------- | ------------ |
| ja   | Datei hochladen · Wikidata zu Bahnhof Station Embrach-Rorbas mit Güterschuppen (Q13423578)            | Bahnhof Embrach-Rorbas mit Güterschuppen KGS-Nr.: 07447                     | B    | G   | Bahnstrasse 2–4 686494 / 263945         |              |
| ja   | Datei hochladen · Wikidata zu Burg, Erdwerk und Burgruine Heidegg (Q29932583)                         | Heidegg, mittelalterliche Burgstelle KGS-Nr.: 07448                         | B    | F   | Heideggstrasse 685860 / 262800          |              |
| ja   | Datei hochladen · Wikidata zu Reformiertes Pfarrhaus, ehemaliges Chorherrenhaus St. Peter (Q14757782) | Reformiertes Pfarrhaus, ehemaliges Chorherrenhaus St. Peter KGS-Nr.: 09810  | B    | G   | Oberdorfstrasse 11 687203 / 261886      |              |
| ja   | Datei hochladen · Wikidata zu Altes Schul- und Gemeindehaus (Q29932580)                               | Altes Schul- und Gemeindehaus KGS-Nr.: 12545                                | B    | G   | Oberdorfstrasse 2 687133 / 261855       |              |
| ja   | Datei hochladen · Wikidata zu Ehemaliges Amtshaus (Q29932587)                                         | Ehemaliges Amtshaus KGS-Nr.: 12546                                          | B    | G   | Oberdorfstrasse 16 687241 / 261842      |              |
| ja   | Datei hochladen · Wikidata zu Ehemalige Transformatorenstation Bächli-Unterdorf (Q29932585)           | Ehemalige Transformatorenstation Bächli-Unterdorf KGS-Nr.: 12547            | B    | G   | bei Stationsstrasse 1–3 686976 / 262760 |              |
| ja   | Datei hochladen · Wikidata zu Reformierte Kirche Embrach (Q2136874)                                   | Reformierte Kirche KGS-Nr.: 12548                                           | B    | G   | Pfarrhausstrasse 3.1 687149 / 261803    |              |
| ja   | Datei hochladen · Wikidata zu Villa Ganz mit Nebenbauten (Q29932588)                                  | Villa Ganz mit Nebenbauten (Waschhaus, Scheune mit Stallung) KGS-Nr.: 12549 | B    | G   | Dorfstrasse 18 687129 / 261985          |              |
| ja   | Datei hochladen · Wikidata zu St. Petrus Embrachertal (Q14906610)                                     | Katholische Kapelle St. Petrus KGS-Nr.: 16580                               | B    | G   | Rheinstrasse 53 686366 / 263861         |              |

## Übrige Baudenkmäler
| ID              | Foto |                 | Objekt                                 | Kat.   | Typ | Standort                               | Beschreibung |
| --------------- | ---- | --------------- | -------------------------------------- | ------ | --- | -------------------------------------- | ------------ |
| 05600110        | ja   | Datei hochladen | Hof Gstein, Doppelbauernhaus           | B reg. | G   | Im Gstein 110 687794 / 261983          |              |
| 056ZUSA00110    | ja   | Datei hochladen | Hof Gstein, Trottgebäude               | B reg. | G   | Im Gstein 110 bei 687781 / 262006      |              |
| 05600114        | ja   | Datei hochladen | Hof Gstein, Waschhaus                  | B reg. | G   | Im Gstein 110 bei 687806 / 262000      |              |
| 05600233        | ja   | Datei hochladen | Haumühle, Scheune                      | C      | G   | Haumühlestrasse 686218 / 263872        |              |
| 05600328        | ja   | Datei hochladen | Villa Ganz, Waschhaus                  | B reg. | G   | bei Dorfstrasse 18 687145 / 261983     |              |
| 05600330        | ja   | Datei hochladen | Villa Ganz, Scheune mit Stallung       | B reg. | G   | bei Dorfstrasse 18 687148 / 262007     |              |
| 05600392        | ja   | Datei hochladen | Methodistenkapelle                     | B reg. | G   | Hungerbühlstrasse 2 687036 / 262287    |              |
| 05600514        | ja   | Datei hochladen | Wohnhaus                               | C      | G   | Zürcherstrasse 16 687055 / 261754      |              |
| 05600616        | ja   | Datei hochladen | Amtshaus, Remise-Gebäudetrakt / Schopf | B reg. | G   | bei Oberdorfstrasse 16 687264 / 261830 |              |
| 05600720        | ja   | Datei hochladen | Reformiertes Kirchgemeindehaus         | B reg. | G   | Pfarrhausstrasse 2 687114 / 261781     |              |
| 05600725        |      | Datei hochladen | Wohnhaus                               | C      | G   | Pfarrhausstrasse 7 687171 / 261755     |              |
| 05600732        | ja   | Datei hochladen | Wohn- und Geschäftshaus Zum Staffelhof | B reg. | G   | Pfarrhausstrasse 12 687175 / 261712    |              |
| 05601431        | ja   | Datei hochladen | Villa                                  | B reg. | G   | Rheinstrasse 59 686347 / 263897        |              |
| 056BRUECKE00002 | ja   | Datei hochladen | Eisenbahnbrücke Wildbach               | B reg. | G   | Wilikon 686065 / 263933                |              |
| 056TUNNEL00001  |      | Datei hochladen | Tunnelportal Dettenberg Ost            | B reg. | G   | Wilikon 685907 / 263921                |              |

Legende: Im Wesentlichen siehe Legende der Liste der Kulturgüter von nationaler und regionaler Bedeutung, mit folgenden Ausnahmen:
- Anstelle der KGS-Nummer wird als Objekt-Identifikator (ID) die Inventarnummer im Verzeichnis der Objekte von überkommunaler Bedeutung des kantonalen Denkmalschutzamtes verwendet.
- Bei den Kategorien wird wie folgt unterschieden: B kant. = Objekt von kantonaler Bedeutung (Kanton Zürich); B reg. = Objekt von regionaler Bedeutung (Kanton Zürich).